# マズルカ作品62 (シマノフスキ)
2つのマズルカ 作品62（ポーランド語: Dwa mazurki op. 62）は、カロル・シマノフスキが1934年に作曲したピアノのためのマズルカ。

## 概要
シマノフスキの最後の作品は、フレデリック・ショパンと同様、マズルカである。第1番は1933年、第2番は翌年の1934年に書かれた。《マズルカ 作品50》とは大きく異なっており、舞曲としての形態は辛うじて保たれているに過ぎない。
第1番について、ゾフィア・コハニスカ宛の1933年2月22日の手紙の中で次のように語っている。
第2番は、シマノフスキが1934年秋のイギリス滞在中にヴィクター・カザレットの委託を受け制作したものである。シマノフスキはカザレットにこの2つのマズルカを献呈し、100ギニーを贈られたという。
これら2曲は、1934年11月4日にカザレット邸で行われた私的コンサートでシマノフスキ自身により初演された。前年の1933年には第1番の演奏を録音している。
1935年、パリのマックス・エシックから初版が出版された。その後シマノフスキは、生活苦のためにピアニストとしての演奏活動に忙殺され、新たな作品を作ることなく1937年に結核のため没した。

## 曲の構成

### 第1番
アレグレット・グラツィオーソ。三部形式。
調号はイ長調で表記されているが、4度音、7度音が浮動してしばしばポドハレ地方の音階（倍音列音階）に近づく。穏やかな秋の日差しを思わせる。

### 第2番
モデラート。三部形式。
調号はないが、実質ホ短調。全体的に線的でポリフォニックな書法。晩年のフランツ・シューベルトを思わせるところがある。最後はホ長調で終結する。

## 主な録音
- キャロル・ローゼンバーガー（英語版）（Delos（英語版）、1977年[10]）
- ジョン・ビンガム（英語版）（Thorofon（英語版）、1979年[10]）
- アンジュジェイ・ステファンスキ（ポーランド語版）（Wifon（ポーランド語版）、1978年 - 1981年[10]）